# Crnobuki
Crnobuki (macedónul: Црнобуки) település Észak-Macedóniában, a Pelagonijai körzet Bitolai járásában.

## Népesség
| Lakosok száma | 696  | 756  | 849  | 803  | 830  | 674  | 444  | 406  | 264  |
|               | 1948 | 1953 | 1961 | 1971 | 1981 | 1991 | 1994 | 2002 | 2021 |

2002-ben 406 lakosa volt, akik mindannyian macedónok.